# 예추이추이
예추이추이(葉翠翠, 섭취취, 엽취취, 영문명은 Tracy Ip, also known as Tracy Yip, 1981년 9월 10일 ~ )는 중화인민공화국 홍콩 특별행정구의 여성 영화배우, 텔레비전 연기자, 광고 모델, 소설가이다.
홍콩에서 출생하였으며 지난날 한때 중화인민공화국 상하이에서 잠시 유아기를 보낸 적이 있는 그녀는 1999년 홍콩의 텔레비전 드라마에서 연기자로 첫 데뷔하였고 2005년 미스 홍콩 선발대회에서 입상하였으며 2008년 홍콩 영화 《진적련애료?(真的戀愛了?)》로 영화배우로 데뷔하였다. 2009년에는 《아화니(我和你)》라는 작품을 통해 소설가로도 입문하였다.

## 학력
- 홍콩 이공과대학교 패션디자인학과 학사